# Emanuel Swedenborg
Emanuel Swedenborg (29. ledna 1688 Stockholm – 29. března 1772 Londýn) byl švédský vědec, vynálezce, teolog a mystik, autor mnoha latinských spisů. Z jeho učení vzešla Církev Nového Jeruzaléma, jejíž členové jsou známi jako swedenborgiáni.

## Život a dílo
Swedenborg pocházel ze zámožné švédské rodiny, jeho otec Jesper Swedberg byl profesorem teologie na universitě v Uppsale a děkanem v tamní katedrále. Později se stal biskupem ve Skaře, a to znamenalo povýšení jeho rodiny do šlechtického stavu a změnu rodinného jména ze Swedberg na Swedenborg. Emanuel vystudoval na univerzitě v Uppsale filozofii. Fakulta filosofie zahrnovala také vědu a matematiku; dalším studiem a cestováním si pak osvojil latinu, hebrejštinu, řečtinu, angličtinu, nizozemštinu, francouzštinu a italštinu. Pro zábavu psal v latině poezii a studoval hudbu. 
Roku 1710 se vydal na velkou cestu po Evropě, na které mu bylo umožněno individuálně studovat fyziku, astronomii a většinu dalších přírodních věd. Také se začíná intenzivně zajímat o praktickou mechaniku a od zručných anglických řemeslníků se učí sestrojovat hodiny, vázat knihy, osvojuje si rytectví a konstrukci dechových nástrojů. Jeho pozdější studia zahrnují kosmologii, matematiku, anatomii, fyziologii, politiku, ekonomii, metalurgii, mineralogii, geologii, důlní inženýrství a chemii. 
V roce 1716 jej jmenoval král Karel XII. mimořádným poradcem Královského kolegia dolů. To představovalo různé druhy povinností spojených s inspekcí a rozvojem těžby. Po třicet jedna let Swedenborg také sloužil jako asesor Báňské rady, která rozhodovala o všech záležitostech v důlním průmyslu. Se svým švagrem, chemikem E. Berzeliem, vydával v latině časopis „Severský vynálezce“ (Daedalus hyperborealis), první periodikum, které se ve Švédsku zabývalo přírodními vědami. V královských službách Swedenborg zastával místo stavebního dozorce na několika důležitých veřejných stavbách. Byl pověřen zpracováním projektů a provedením staveb nového typu suchého doku, plavebních kanálů, strojů pro zpracování zdrojů soli a systému pro přepravu velkých válečných lodí po souši. Navrhl také řadu vynálezů, mimo jiné ponorku a létací stroj, parní stroj a stáložárná kamna.
Jak se však jeho mysl vyvíjela, začal se stále více zajímat o zobecňování objevů druhých, než o své vlastní experimenty. Jeho myšlení vykazovalo více filosofické než empirické sklony. Přesto v metalurgii a biologii učinil experimentální objevy, které ho zařadily mezi originální myslitele těchto odvětví. Dle moderních učenců Swedenborgovy objevy otevřely cestu do „většiny základů nervové a smyslové psychologie“ a je také ceněn i pro pochopení funkce a důležitosti žláz s vnitřní sekrecí, zvláště pak hypofýzy.
Swedenborg měl dva hlavní filosofické zájmy: kosmologii a přirozenost lidské duše. Přibližně od roku 1720 až do roku 1745 studoval, psal a publikoval o těchto dvou předmětech. Roku 1734 vydal třídílné dílo Opera philosophica et mineralogica (Práce filozofické a mineralogické). V prvním svazku pod názvem Principy prezentuje podle tehdejšího zvyku své kosmologické představy. Předpokládal stvoření „prvního přírodního bodu“, který spočívá v čistém pohybu a který byl uveden v život božským impulsem. Z tohoto bodu čistého pohybu pocházejí série konečností. Každá další série je větší a poněkud méně aktivní než konečnost předchozí. Swedenborgova kosmologie tak počítá s energií od počátku do konce. Argumentuje, že energie prostupuje všechny tři přírodní říše, živočišnou, rostlinnou a nerostnou. Každá materiální substance vyzařuje energetické sféry, kterými komunikuje s okolím. Jeho studie magnetismu, krystalografie, fosforescence a metalurgie prozrazují jeho víru v aktivní vesmír.
Moderní vědecké experimenty, především na poli atomové energie, potvrdily mnoho Swedenborgových kosmologických domněnek. Svante Arrhenius, nositel Nobelovy ceny za chemii a zakladatel fyzikální chemie dvacátého století, usoudil, že Buffon, Kant, Laplace, Wright a Lambert navrhli systémy stvoření, které byly již dříve zpracovány ve Swedenborgových Principech.
Nic ve Swedenborgových Filosofických a mineralogických pracích nenasvědčuje tornu, že by ho čistě materiální vysvětlení vesmíru uspokojilo. Jeho spisy jsou založeny na předpokladu, že božská síla prostupuje všechnu hmotu, a proto se jeho další myšlení obrací k hledání vztahu mezi konečným a nekonečným. Tímto spojením mezi Bohem a člověkem, mezi nekonečným a konečným, musí být podle Swedenborga duše, i když ji člověk nemůže vidět nebo měřit.    
Nejobsáhleji rozvinul Swedenborg své hledání duše v práci pod titulem Ekonomie živočišné říše, která byla publikována ve dvou velkých svazcích v letech 1740 a 1741. V říši života nalezl podivuhodnou jednotu, přesně strukturovanou podle nějakého velkého plánu. Teorie, které zde předložil, využívají anatomické znalosti té doby a soustřeďují se na krev jako na nejpravděpodobnějšího nosiče duše. Později se soustředil na svá dřívější studia mozku a usoudil, že činnost mozku a těla je prostřednictvím krve závislá na „duchovním fluidu“, které musí být nosičem duše, i když nemůže být poznáno vědecky. Ve svém hledání racionálního vysvětlení činnosti duše pokračoval i v druhé knize nazvané Živočišná říše.
Této své celoživotní otázce Swedenborg ve svém středním věku zasvětil největší část svého úsilí i anatomická studia. Záhadu lidské duše však pro něj nevyřešila ani věda, ani filozofie, ale jak věřil, až jeho otevření se novým transcendentním schopnostem a vstup do vnitřních dimenzí bytí.  

## Předěl
V roce 1745 Swedenborg napsal třetí část své Říše duše, a v roce 1749 se objevil první díl jeho knihy Nebeská tajemství. Těžko si lze představit větší kontrast, než tyto dvě publikace. Literární styl se mění na suchou prózu a filozofické spekulace na prostá prohlášení o duchovních záležitostech. Vysvětlení autor podává v posledním odstavci předmluvy k Nebeským tajemství:
Díky Božskému milosrdenství Pána mi bylo umožněno již po dobu několika let být stále a bez přerušení ve styku s duchy a anděly, slyšet je rozmlouvat a hovořit s nimi. Takto jsem slyšel a viděl podivuhodné věci druhého života, jež nikdy předtím nepoznal ani si je nemohl představit žádný člověk. Byl jsem tak poučen  o různých druzích duchů, o stavu duší po smrti, o pekle neboli politováníhodném stavu nevěrných a o nebi neboli blaženém stavu věrných; a hlavně o nauce víry, kterou přijímají v celém nebi.
Taková tvrzení lze považovat za znak mentálního poblouznění. Někteří kritici jej opravdu označili za mentálně nemocného či šíleného. Rozporuplný vztah měl k jeho knihám i Immanuel Kant. Přestože se Kant se Swedenborgem nikdy nepotkal, psal mu a také mu posílal osobní poselství po společných přátelích. Kant, velký racionalista, měl tendenci podceňovat všechny příběhy o mystických zkušenostech, ale množství ověřených zpráv o Swedenborgových schopnostech mu bránilo v rychlém úsudku. Několikrát se vyjádřil souhlasně, několikrát zcela naopak. Ve svém nejkritičtějším spisku Sny duchovidcovy vydaném v roce 1766, se pokusil Swedenborga zdiskreditovat. Jeho námitkou však nebylo, že Swedenborgova tvrzení jsou smyšlená, ale že jsou nedokazatelná. U Swedenborga se však nenašel jediný důkaz oslabení mentálních schopností nebo duševní poruchy. Jeho současnici prohlašují, že byl inteligentní, jasně myslící, spolehlivý a laskavý. Je dostatek zaznamenaných důkazů, že byl fyzicky, politicky a intelektuálně aktivní až do své smrti v 84 letech.
Když Swedenborg začátkem roku 1743 požádal Důlní radu o uvolnění z funkce, aby mohl publikovat svou Říši duše, ještě neměl o takovéto zásadní změně žádné tušení. Ve svém mnohem pozdějším rozhovoru s přítelem Carlem Robsahmem (1735–1794) podotýká, že nikdy nepředpokládal, že by se dostal do tohoto duchovního stavu. V dopise Thomasu Hartleymu napsaném ke konci života označil rok 1743 jako datum, kdy se začal otevírat jeho duchovní zrak. Byl to postupný, asi dvouletý proces, plný – jak píše ve svém pozdějším tzv. Duchovním deníku (v odst. 2951) – pozoruhodných snů, vizí a zvláštních světel a hlasů. V jeho knize Nebe a peklo  v odstavci č. 130 o duchovním světle čteme: „Byl jsem vnitřně pozdvihován do onoho světla  po stupních a nakolik jsem byl pozdvižen, byl také osvícen můj intelekt, až jsem byl schopen vnímat věci, jaké jsem nevnímal nikdy dřív, a nakonec i věci, jaké nelze vůbec pojmout myšlením z přírodního světla.“

V oné době si Swedenborg vedl soukromé zápisky, které byly později nazvány Deníkem snů. Po několik let si zaznamenával a analyzoval své sny a vize, a časem si vytvořil vlastní systém interpretace jejich symbolů. Tyto zápisky zaznamenávají jeho vnitřní boje s intelektuální pýchou, intenzivními emocemi a napadanou vírou.  

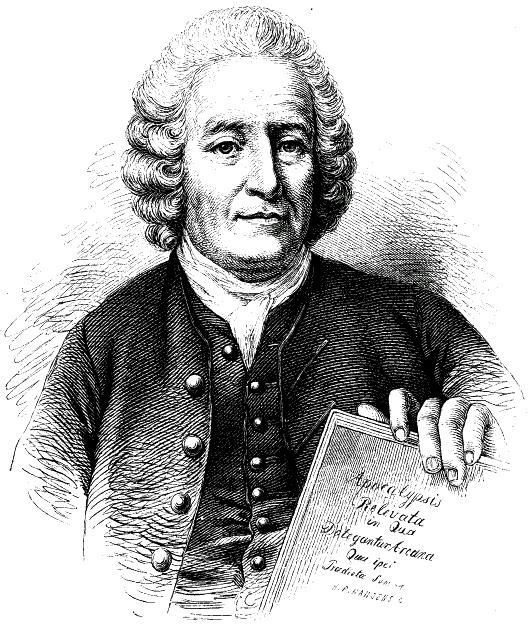
Emanuel Swedenborg

Swedenborg si nakonec rozvinul vlastní cestu ke skrytému vědomí. Byl schopen tak intenzivní koncentrace, že jeho dýchání prakticky ustalo a ocitl se ve stavu dvojího vědomí – vědomý si zároveň duchovní reality i svého fyzického okolí. Během dvou následujících velikonočních období spatřil vize Krista, a druhá z nich v roce 1745 jej povolala ke zcela novému způsobu života. Máme o ní zápis od Carla Robsahma, který zaznamenal Swedenborgovo vlastní vyprávění. Píše, že na cestě domů se Swedenborgovi zjevil „muž“, který mu řekl, že je „Pán Bůh, Stvořitel světa a Vykupitel“ a že Swedenborga vybral, aby lidem „vysvětlil duchovní smysl Písem“.
Toto období intenzivních vnitřních zážitků a mystických stavů vedlo Swedenborga k tomu, že opustil svou vědeckou a filozofickou kariéru a až do konce svého života se věnoval sepisování teologických spisů.

## Vidění
Zpočátku vydával své knihy anonymně, až mnohem později vyšlo najevo jeho autorství. Tehdy se stal pochopitelně objektem velkého zájmu a zvědavosti lidí. Přispěly k tomu i události, jej učinily populárním a svědčily o jeho mimořádných schopnostech. Zejména tři z nich způsobily za jeho života rozruch; dosvědčili je různí svědkové a jsou historicky zaznamenané. Ve stručnosti jsou následující:
(1) Jedné soboty koncem září 1759 kolem šesté hodiny večerní z Göteborgu popisoval, jak v asi 400 km vzdáleném Stockholmu vypukl požár. Jmenoval i ulici, v níž požár začal, později popisoval, jak požár postupuje. Asi o dvě hodiny později oznámil, že požár je již uhašen. Listy, které přivezl posel, který byl ze Stockholmu během požáru vyslaný a který do Göteborgu dorazil až dva dny nato (v pondělí večer), přesně potvrdily pravdivost Swedenborgových vizí.
 (2) Vdova po nizozemském vyslanci, madamme Marteville, požádala Swedenborga o pomoc. Dostala od klenotníka vysoký účet za provedené služby, který měl její manžel zaplatit ještě před svou smrtí. Byla si téměř jista, že manžel účet zaplatil, ale nemohla najít účtenku. Swedenborg souhlasil, že se zeptá jejího manžela, pokud ho uvidí v duchovním světě. Na návštěvě o několik dni později jí Swedenborg sdělil, že mluvil s jejím manželem a on mu řekl, že účet zaplatil již před sedmi měsíci a účet vložil do tajné zásuvky v psacím stole. Tam byla k velkému údivu přítomných stvrzenka opravdu nalezena.
 (3) Ještě více překvapující byl případ „královnina tajemství,“ který také vyvolal Kantovu pozornost ke Swedenborgovým schopnostem. Na podzim roku 1761 byl Swedenborg na návštěvě královského dvora u královny Lovisy Ulriky (1720–1782), která slyšela zvěsti o jeho různých schopnostech, a proto ho požádala, zdali by mohl pohovořit s jejím zesnulým bratrem Augustem Williamem. Při své druhé návštěvě jí Swedenborg v soukromé audienci pověděl tajemství, kterým byla ohromena. V rozrušení prohlásila, že pouze její bratr mohl vědět, o čem jí Swedenborg vyprávěl. Případ se stal široce známým a diskutovaným ve švédských společenských kruzích.
Přestože Swedenborg sám tyto události nezaznamenal, potvrdil jejich věrnost a stál za tím, že to jsou důkazy, že je v kontaktu s anděly a duchy.  

## Stoupenci
Swedenborg za svého života nezakládal žádnou novou církevní organizaci ani neshromažďoval následovníky. Svou práci však považoval za božské zjevení, které se stane počátkem rozvoje nové duchovní éry a návratu křesťanství ke svému pravému středu.
Po jeho smrti se ze stoupenců jeho učení postupně utvářela Nová církev, která především odmítala nauku o třech božských osobách a Boží trojici chápala jako trojí aspekt jediného Boha Ježíše Krista. Pomalu se šířila v Německu a v Polsku, ale pak hlavně v Anglii a v Severní Americe (swedenborgiáni). Učila náboženské toleranci, ale odmítala jak kalvínskou nauku o předurčení, tak Lutherovo učení o ospravedlnění z pouhé víry. Naopak kladla velký důraz na praktickou zbožnost a užitečný život.
Největší současnou organizací stoupenců Swedenborgova učení je General Church of the New Jerusalem. Celosvětově čítá kolem 30 000 členů a přátel. Další organizace.
V České republice existuje organizace Swedenborská společnost, která je však v současné době neaktivní a čítá jen hrstku členů.

## Vliv
Swedenborgovy myšlenky a díla ovlivnily Goetha, Williama Blakea, Balzaca, Baudelaira, Thomase Carlylea, Dostojevského, H. Heina, Schellinga, Schopenhauera, Strindberga, Williama Jamese, Elizabeth Barrettovou-Browningovou, Ralpha W. Emersona a mnoho dalších významných myslitelů 20. století, například Carla Gustava Junga nebo Jorge Luis Borgese. Hlásil se k němu i Arnold Schönberg a Anton Webern.
Na Swedenborgovo náboženské učení navázali zejména mormoni, dále unitáři a teosofové, zejména Annie Besant.
Naopak parodickou kritiku jeho teosofie podal jeho současník Immanuel Kant ve svém spise Sny duchovidcovy.